# Свидницьке газове родовище
Свидницьке газове родовище — належить до Більче-Волицького нафтогазоносного району Передкарпатської нафтогазоносної області Західного нафтогазоносного регіону України.

## Розташування
Розташоване у Львівській області на відстані 10 км від м. Яворів.

## Структура
Приурочене до північно-західної частини Косівсько-Угерської підзони Більче-Волицької зони. Свидницька структура виявлена в 1956 р. і являє собою антиклінальну складку розмірами по ізогіпсі.- 480 м 16,0х4,4 м. У присклепінчастій частині Свидницької структури проходить поздовжнє тектонічне Судово-Вишнянське порушення, що екранує газові Поклади, які до нього прилягають. Перші промислові припливи газу отримано у 1956 р. з інт. 444-454, 381-396, 337-350 м. 
Поклади пластові, склепінчасті, тектонічно екрановані та літологічно обмежені. 

## Технічні дані
Експлуатується з 1964 р. Режим Покладів газовий. Запаси початкові видобувні категорій А+В+С1: газу — 6901 млн. м³. 